# Liste der Monuments historiques in Avanne-Aveney
Die Liste der Monuments historiques in Avanne-Aveney führt die Monuments historiques in der französischen Gemeinde Avanne-Aveney auf.

## Liste der Immobilien
| Bezeichnung       | Beschreibung                                        | Standort                       | Kennzeichnung | Schutzstatus | Datum | Bild           |
| ----------------- | --------------------------------------------------- | ------------------------------ | ------------- | ------------ | ----- | -------------- |
| Kirche St-Vincent | von 1826 bis 1831 erbaut, Architekt Pierre Marnotte | Avanne, rue de l’Église (Lage) | PA25000009    | Inscrit      | 1998  | weitere Bilder |

## Liste der Objekte
| Bezeichnung                            | Beschreibung                                           | Standort                                | Kennzeichnung | Schutzstatus | Datum | Bild |
| -------------------------------------- | ------------------------------------------------------ | --------------------------------------- | ------------- | ------------ | ----- | ---- |
| Skulptur Heiliger Werner von Oberwesel | Holz, 19. Jahrhundert                                  | Avanne, in der Kirche St-Vincent (Lage) | PM25001844    | Inscrit      | 1975  |      |
| Zwei Retabel                           | Holz, farbig gefasst, um 1831, Entwurf Pierre Marnotte | Avanne, in der Kirche St-Vincent (Lage) | PM25003145    | Inscrit      | 2022  |      |